# Angolacistikola
Angolacistikola (Cisticola bulliens) är en fågel i familjen cistikolor inom ordningen tättingar.

## Utseende och läte
Angolacistikolan är en stor och enfärgad cistikola. Mest utmärkande är ljus undersida och två band tvärs över stjärtspetsen, en ljus och en svart. Den är mycket lik både kongocistikola och akaciacistikola, men skiljs på skillnader i utbredning och levnadsmiljö, från den senare även  även genom mindre rostrött på huvudet och på vingen samt inte lika streckad rygg. Sången är varierande, men typiska mönstret består av ett par "che" följt av en lång och fyllig drill. Även gnissliga visslingar och grälande läten kan höras.

## Utbredning och systematik
Angolacistikolan förekommer som namnet avslöjar i Angola, men även i en liten remsa av Demokratiska republiken Kongo. Den delas in i två underarter med följande utbredning:
- Cisticola bulliens septentrionalis – förekommer från Cabinda och nedre Kongofloden till norra Angola (söderut till Gabela)
- Cisticola bulliens bulliens – förekommer i södra Angola (Benguela)

### Familjetillhörighet
Cistikolorna behandlades tidigare som en del av den stora familjen sångare (Sylviidae). Genetiska studier har dock visat att sångarna inte är varandras närmaste släktingar. Istället är de en del av en klad som även omfattar timalior, lärkor, bulbyler, stjärtmesar och svalor. Idag delas därför Sylviidae upp i ett antal familjer, däribland Cisticolidae.

## Levnadssätt
Angolacistikolan hittas i en rad olika öppna miljöer, som kustnära buskmarker, savann, plantage, skogsbryn och till och med intill bybebyggelse.

## Status
Arten har ett stort utbredningsområde och beståndet anses vara stabilt. Internationella naturvårdsunionen IUCN listar den därför som livskraftig (LC).

## Namn
Cistikola är en försvenskning av det vetenskapliga släktesnamnet Cisticola som betyder "cistroslevande".